# Super Bowl XLVI
Super Bowl XLVI var en match i amerikansk fotboll mellan mästarna för American Football Conference (AFC), New England Patriots och mästarna för National Football Conference (NFC), New York Giants för att avgöra vilket lag som skulle bli mästare för säsongen 2011 av National Football League (NFL). Giants besegrade Patriots med 21–17 och tog därmed hem sin fjärde Super Bowl i lagets historia. Matchen spelades 5 februari 2012 på Lucas Oil Stadium i Indianapolis i Indiana. Det var första gången Super Bowl spelades i Indiana.
I gruppspelet vann New York Giants 9 matcher och förlorade 7, vilket var den lägsta segerprocenten någonsin av ett mästarlag. I slutspelet besegrade Giants Atlanta Falcons i Wild Card Playoffs, Green Bay Packers i Divisional Playoffs, och San Francisco 49ers i NFC Championship.
New England Patriots tog sig till slutspelet efter att ha vunnit 13 gruppspelsmatcher och förlorat 3. I slutspelet besegrade Patriots Denver Broncos i Divisional Playoffs och Baltimore Ravens i AFC Championship.